# The Aristocrats (película)
The Aristocrats es una película de comedia documental estadounidense de 2005 sobre la famosa broma sucia del mismo nombre . Fue concebido y producido por los comediantes Penn Jillette y Paul Provenza, editado por Emery Emery, y lanzado teatralmente por TH! NKFilm . La película está dedicada a Johnny Carson, ya que se decía que "The Aristocrats" era su broma favorita.

## La broma
"Los aristócratas" es una broma transgresora de larga data entre los comediantes, en la que la configuración y la frase final son casi siempre las mismas (o similares). Es la sección media del chiste, que puede ser tan larga como la que el intérprete prefiera y a menudo está completamente improvisada, lo que hace o rompe una interpretación particular.
El chiste involucra a una persona que presenta un acto a un agente de talento. Por lo general, la primera línea es: "Un hombre entra a la oficina de un agente de talentos". El hombre luego describe el acto. Desde este punto, hasta (pero sin incluir) la frase clave, se espera que el narrador de la broma improvise el acto más impactante que puedan imaginar. Esto a menudo involucra elementos de incesto, sexo grupal, violencia gráfica, defecación, coprofilia, necrofilia, bestialidad, violación, abuso sexual infantil y varios otros comportamientos tabú .
La broma termina con el agente, sorprendido pero a menudo impresionado, preguntando "¿Y cómo se llama el acto?" El punto clave de la broma se da entonces: "'Los aristócratas'". 
El chiste, como se entregó por primera vez en la película, contiene la línea de montaje "¿Cómo diablos llamas a un acto como ese?" seguido de la frase "Lo llamo 'Los aristócratas'". En versiones posteriores de la broma, el agente pregunta: "¿Cómo se llama su acto?" 
La película en sí consiste en entrevistas con varios comediantes y actores, generalmente en entornos sinceros. Los entrevistados se involucran tanto en contar sus propias versiones del chiste como en recordar sus experiencias con él, el lugar del chiste en la historia de la comedia e incluso diseccionar la lógica detrás del atractivo del chiste. Un aspecto clave de la broma de los aristócratas es que nunca se contó al público como parte de la rutina de comediantes. En cambio, fue una broma interna entre los propios comediantes, que lo usaron como una herramienta para desafiarse mutuamente en cuanto a quién podría decir la interpretación más divertida y escandalosa.
Si bien la mayoría de las versiones filmadas de la broma siguen el formato estándar de una descripción obscena seguida de la frase clave de "los aristócratas", algunas versiones varían la broma. Dos relatos al respecto, incluido el de la comediante Wendy Liebman, invierten el chiste al describir un acto de actuación elegante y hermoso al que se le ha dado un nombre lascivo y transgresor. El actor Taylor Negron cuenta su broma como una mezcla de actos sexuales salaces y observaciones tranquilamente entregadas sobre la vida. El actor Steven Banks, como Billy the Mime, realiza el chiste en la calle como una actuación de mimo. Más infame, la interpretación de Sarah Silverman, donde cuenta la broma de una manera anecdótica desde la perspectiva de la hija de la familia, generó controversia por su frase clave sobre la personalidad de la radio y la televisión Joe Franklin .

## Celebridades destacadas
Las siguientes celebridades aparecen en la película, cuentan el chiste y / o proporcionan comentarios sustanciales sobre su historia: 
- Eduardo Videgaray
- José Ramon San Cristobal, El Estaca
- Chris Albrecht
- Jason Alexander
- Hank Azaria
- Shelley Berman
- Billy the Mime
- Lewis Black
- David Brenner
- Jimmy Buffett
- Mario Cantone
- Drew Carey
- George Carlin
- Margaret Cho
- Mark Cohen
- Carrot Top
- Billy Connolly
- Tim Conway
- Pat Cooper
- Wayne Cotter
- Andy Dick
- Phyllis Diller
- Susie Essman
- Carrie Fisher
- Joe Franklin
- Todd Glass
- Judy Gold
- Whoopi Goldberg
- Eddie Gorodetsky
- Gilbert Gottfried
- Dana Gould
- Allan Havey
- Eric Idle
- Dom Irrera
- Eddie Izzard
- Richard Jeni
- Jake Johannsen
- The Amazing Johnathan
- Alan Kirschenbaum
- Jay Kogen
- Paul Krassner
- Cathy Ladman
- Lisa Lampanelli
- Richard Lewis
- Wendy Liebman
- Bill Maher
- Howie Mandel
- Merrill Markoe
- Jay Marshall
- Jackie Martling
- Chuck McCann
- Michael McKean
- Larry Miller
- Martin Mull
- Kevin Nealon
- Taylor Negron
- The Onion
- Otto and George
- Rick Overton
- Gary Owens
- Trey Parker y Matt Stone
- The Passing Zone
- Penn & Teller
- Emo Philips
- Kevin Pollak
- Paul Reiser
- Andy Richter
- Don Rickles
- Chris Rock
- Gregg Rogell
- Jeffrey Ross
- Rita Rudner
- Bob Saget
- T. Sean Shannon
- Harry Shearer
- Sarah Silverman
- Bobby Slayton
- The Smothers Brothers
- Carrie Snow
- Doug Stanhope
- David Steinberg
- Jon Stewart
- Larry Storch
- Rip Taylor
- Dave Thomas
- Johnny Thompson
- Bruce Vilanch
- Fred Willard
- Robin Williams
- Steven Wright

Muchos otros comediantes fueron filmados pero no incluidos debido a limitaciones de tiempo. Según una carta de Penn Jillette al crítico Roger Ebert, Buddy Hackett y Rodney Dangerfield estaban destinados a ser incluidos, pero murieron antes de que pudieran ser filmados. Jillette también indicó que, siendo esta la broma favorita de Johnny Carson, Carson también fue invitado a aparecer, pero se negó.

## Controversia de Joe Franklin
En la película, Sarah Silverman cuenta una versión de la broma como si fuera autobiográfica y ella había sido una de las artistas "aristócratas" cuando era niña. Silverman construye la historia para incluir a su familia en el programa del veterano presentador de entrevistas Joe Franklin, y termina con su frase clave : una afirmación inexpresiva de que Franklin la había violado durante un ensayo falso para el programa. The New Yorker informó que el relato de Silverman sobre la broma llevó a Franklin, quien también aparece en la película, a considerar presentar una demanda por difamación contra el comediante.
En el episodio del 20 de abril de 2011 del programa WFMU Seven Second Delay, Franklin bromea diciendo que había tenido tanto éxito últimamente porque demandó a Silverman.

## Prohibición de AMC
La cadena de teatros AMC se negó a mostrar la película en cualquiera de sus más de 3.500 pantallas. Aunque AMC afirmó que la decisión se debió al atractivo limitado de la película, coproductor Penn Jillette comentó a MSNBC : "Es el tipo de cosa que te hace decir Vamos, juega limpio ". No es que intentemos pasar esto por nadie llamándolo Love Bug 2: Herbie Takes It Up the Ass ".

## Friars Club roast al metraje
La película incluye imágenes del relato de Gilbert Gottfried sobre el chiste en un roast del Comedy Central / New York Friars 'Club de Hugh Hefner que había sido casi completamente censurado cuando se transmitió por televisión. Grabado poco después de los ataques del 11 de septiembre, el incidente ocurrió en un momento en que, según uno de los comentaristas de la película de los aristócratas, los artistas no estaban seguros de cuánta comedia se permitió después de los ataques. Gottfried siguió a Rob Schneider, quien había recibido resultados mixtos con su actuación de comedia en honor de Hefner. Gottfried comenzó su actuación con una broma en la que afirmaba tener que tomar un vuelo tarde fuera de la ciudad, pero estaba preocupado porque su vuelo "tenía una conexión en el Empire State Building ". El chiste, una referencia al 11 de septiembre, fue mal recibido por la audiencia, que bañó a Gottfried con abucheos y gritos de "demasiado pronto". En respuesta, Gottfried contó una interpretación llena de obscenidades de la broma de los aristócratas. Según la película, la narración fue tanto una experiencia catártica para el público como impactante, independientemente de si los espectadores estaban familiarizados con la broma o no. Durante su actuación, Gottfried le dijo a la audiencia "Quizás tengan que limpiar esto para la televisión". 

## Recepción

### Premios y nominaciones
| Año  | Premio                                                | Organización                               | Categoría            | Resultado |
| ---- | ----------------------------------------------------- | ------------------------------------------ | -------------------- | --------- |
| 2005 | Premio del Festival de Artes de la Comedia de EE. UU. | Festival de Artes de la Comedia de EE. UU. | Mejor documental     | Ganó      |
| 2005 | Gran Premio del Jurado                                | Festival de cine de Sundance               | Documental           | Nominado  |
| 2006 | Premio Golden Trailer                                 | Premios Golden Trailer                     | Mejor documental     | Nominado  |
| 2006 | Premio OFCS                                           | Sociedad de críticos de cine en línea      | Mejor documental     | Nominado  |
| 2006 | Premio satelital                                      | Academia Internacional de Prensa           | Mejor DVD documental | Nominado  |

### Comentarios
Los aristócratas recibieron una recepción generalmente positiva de los críticos de cine. Revisar el sitio web agregado Rotten Tomatoes informa que la película tiene una calificación de "Certificado Fresco", con una calificación general de aprobación positiva del 79% basada en 147 reseñas, y una calificación promedio de 7.1 sobre 10.  El consenso general del sitio es que la película es hilarante y revela la forma en que funciona la comedia. "¿Puede una broma resistir los repetidos relatos? Los aristócratas demuestran que es posible ". En Metacritic, que asigna una calificación media ponderada de 0 a 100 reseñas de críticos de cine, la película tiene una calificación de 72 basada en 39 reseñas, clasificada como una película con críticas generalmente favorables.